# Nguyên tố chu kỳ 3
Nguyên tố chu kỳ 3 là hàng thứ 3 trong bảng tuần hoàn (tiêu chuẩn), giống như chu kỳ 2 nó có tất cả tám nguyên tố: 2 có electron ngoài cùng thuộc lớp 3s và 6 lớp 3p.
| Nhóm | 1     | 2     | 3 | 4 | 5 | 6 | 7 | 8 | 9 | 10 | 11 | 12 | 13    | 14    | 15   | 16   | 17    | 18    |
|      | 11 Na | 12 Mg |   |   |   |   |   |   |   |    |    |    | 13 Al | 14 Si | 15 P | 16 S | 17 Cl | 18 Ar |

| Kim loại kiềm | Kim loại kiềm thổ | Nhóm Lanthan | Nhóm Actini | Kim loại chuyển tiếp |
| Kim loại yếu  | Á kim             | Phi kim      | Halogen     | Khí trơ              |

## Các nguyên tố
| Nguyên tố | #  | Ký hiệu | Khối   | Cấu hình electron |
| --------- | -- | ------- | ------ | ----------------- |
| Natri     | 11 | Na      | khối s | [Ne] 3s1          |
| Magnesi   | 12 | Mg      | khối s | [Ne] 3s2          |
| Nhôm      | 13 | Al      | khối p | [Ne] 3s2 3p1      |
| Silic     | 14 | Si      | khối p | [Ne] 3s2 3p2      |
| Phốt pho  | 15 | P       | khối p | [Ne] 3s2 3p3      |
| Lưu huỳnh | 16 | S       | khối p | [Ne] 3s2 3p4      |
| Clo       | 17 | Cl      | khối p | [Ne] 3s2 3p5      |
| Argon     | 18 | Ar      | khối p | [Ne] 3s2 3p6      |

### Natri
Natri (ký hiệu là Na) là một kim loại mềm, màu trắng bạc, phản ứng mạnh và là thành viên của kim loại kiềm; đồng vị bền duy nhất của nó là 23Na. Nó là một nguyên tố dồi dào tồn tại trong nhiều khoáng chất như felspat, sodalite và halide. Nhiều muối natri hòa tan cao trong nước và do đó có mặt với số lượng đáng kể trong các khối nước trên Trái đất, có nhiều nhất trong các đại dương dưới dạng natri chloride.
Nhiều hợp chất của natri rất hữu ích, chẳng hạn như natri hydroxide (dung dịch kiềm) để sản xuất xà phòng và natri chloride để sử dụng làm chất khử ẩm và chất dinh dưỡng. Ion tương tự cũng là một thành phần của nhiều khoáng chất, chẳng hạn như natri nitrat.

### Magnesi
Magnéii (ký hiệu là Mg) là một kim loại kiềm thổ và có số oxy hóa phổ biến là +2. Nó là nguyên tố phong phú thứ tám trong vỏ Trái đất và magnesi là nguyên tố phổ biến thứ tư trên Trái đất (sau sắt, oxy và silic), thứ chín trong vũ trụ. Chiếm 13% khối lượng hành tinh và một phần lớn lớp phủ của hành tinh. Nó tương đối phong phú vì nó dễ dàng được hình thành trong các ngôi sao siêu tân tinh bằng cách bổ sung liên tiếp ba hạt nhân heli vào carbon (lần lượt được tạo ra từ ba hạt nhân heli). Do tính hòa tan cao của ion magnesi trong nước, nó là nguyên tố phổ biến thứ ba hòa tan trong nước biển.

### Nhôm
Nhôm (ký hiệu là Al) là một thành viên màu trắng bạc của nhóm nguyên tố hóa học bo và được một số nhà hóa học phân loại là kim loại chuyển tiếp. Nó không hòa tan trong nước ở những điều kiện bình thường. Nhôm là nguyên tố phong phú thứ ba (sau oxy và silic), và là kim loại phong phú nhất, trong vỏ Trái đất. Nó chiếm khoảng 8% trọng lượng bề mặt rắn của Trái Đất. Nó được kết hợp trong hơn 270 loại khoáng vật khác nhau. Quặng chính của nhôm là bô xít.
Nhôm đáng chú ý vì mật độ kim loại thấp và khả năng chống ăn mòn do hiện tượng thụ động hóa. Các thành phần kết cấu được làm từ nhôm và các hợp kim của nó rất quan trọng đối với ngành hàng không vũ trụ và rất quan trọng trong các lĩnh vực vận tải và vật liệu kết cấu khác. Các hợp chất hữu ích nhất của nhôm, ít nhất là trên cơ sở trọng lượng, là các oxide và sulfat.

### Silic
Silic (kí hiệu là Si) là một kim loại nhóm 14. Nó ít phản ứng hơn so với carbon có tính chất hóa học tương tự, phi kim nằm ngay phía trên nó trong bảng tuần hoàn, nhưng phản ứng mạnh hơn so với germani, kim loại nằm ngay dưới nó trong bảng. Tranh cãi về đặc tính của silic bắt đầu từ khi phát hiện ra nó: silic lần đầu tiên được điều chế và đặc trưng ở dạng tinh khiết vào năm 1824, và được đặt tên là silicium (từ tiếng Latinh: silicis, đá lửa), với đuôi từ -ium để gợi ý một kim loại. Tuy nhiên, tên cuối cùng của nó, được đề xuất vào năm 1831, phản ánh các nguyên tố giống nhau hơn về mặt hóa học là carbon và bor.
Silic là nguyên tố phổ biến thứ tám trong vũ trụ tính theo khối lượng, nhưng rất hiếm khi xuất hiện dưới dạng nguyên chất trong tự nhiên. Nó phân bố rộng rãi nhất trong bụi, cát, các hành tinh vi hình và hành tinh dưới dạng nhiều dạng khác nhau của silic dioxide (silica) hoặc silicat. Hơn 90% vỏ Trái đất được cấu tạo từ các khoáng vật silicat, làm cho silic trở thành nguyên tố phong phú thứ hai trong vỏ Trái đất (khoảng 28% khối lượng) sau oxy.